# 5780 Lafontaine
Az 5780 Lafontaine (ideiglenes jelöléssel 1990 EJ2) egy kisbolygó a Naprendszerben. Eric Walter Elst fedezte fel 1990. március 2-án.